# Monte Ishizuchi
O monte Ishizuchi (石鎚山, Ishizuchi-san) é uma montanha com altitude de 1972 m, na ilha de Shikoku, no Japão. É o ponto mais alto da ilha e da parte ocidental do Japão.